# エール・メディテラネ
エール・メディテラネ（Air Méditerranée）はフランスのジュイランを根拠地としていたチャーター航空会社。パリ＝シャルル・ド・ゴール空港とタルブ・ルルド・ピレネー空港間での旅客・貨物チャーター便の運航が主な業務だった。

## 歴史
エール・メディテラネは1997年に創業した航空会社で、当初は本社をトゥールーズ付近のル・フォーガに置いていた。2015年1月にエール・メディテラネは管財人の選任を申請した。2016年1月までに、投資家から航空会社のために資金を確保するという申し出がされた。
2016年2月15日、航空会社は6,000万ユーロの負債を抱えて倒産した。リースされていた機材はすべて返却された。

## 機材

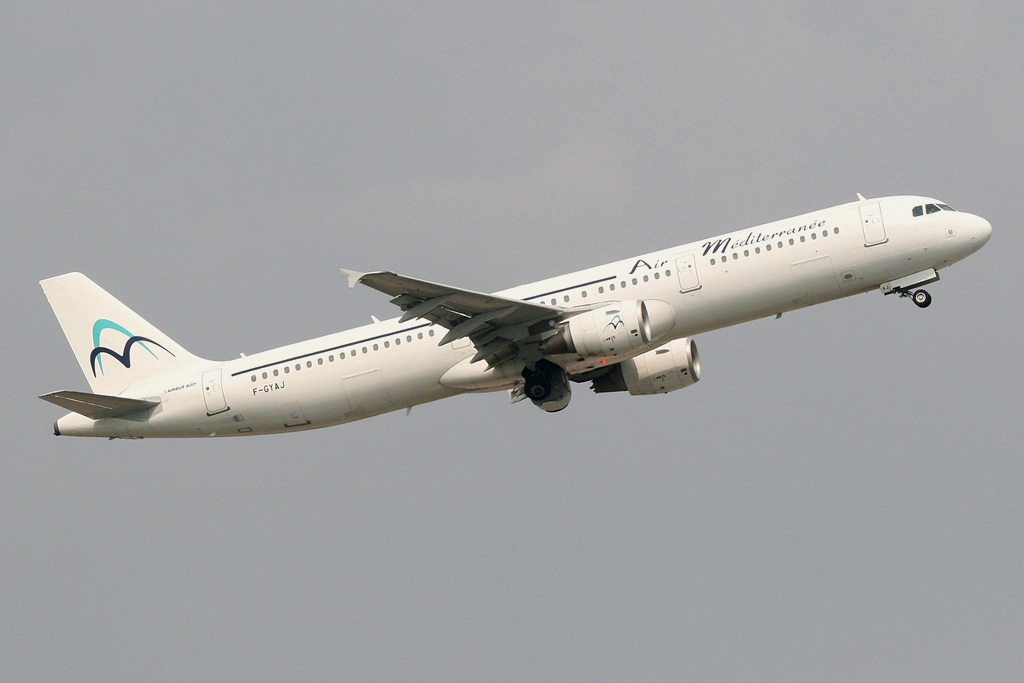
エール・メディテラネのエアバスA321-200

運航停止以前は以下の航空機によって業務が行われていた。